# Buda (Hongrie)
Pour les articles homonymes, voir Buda.

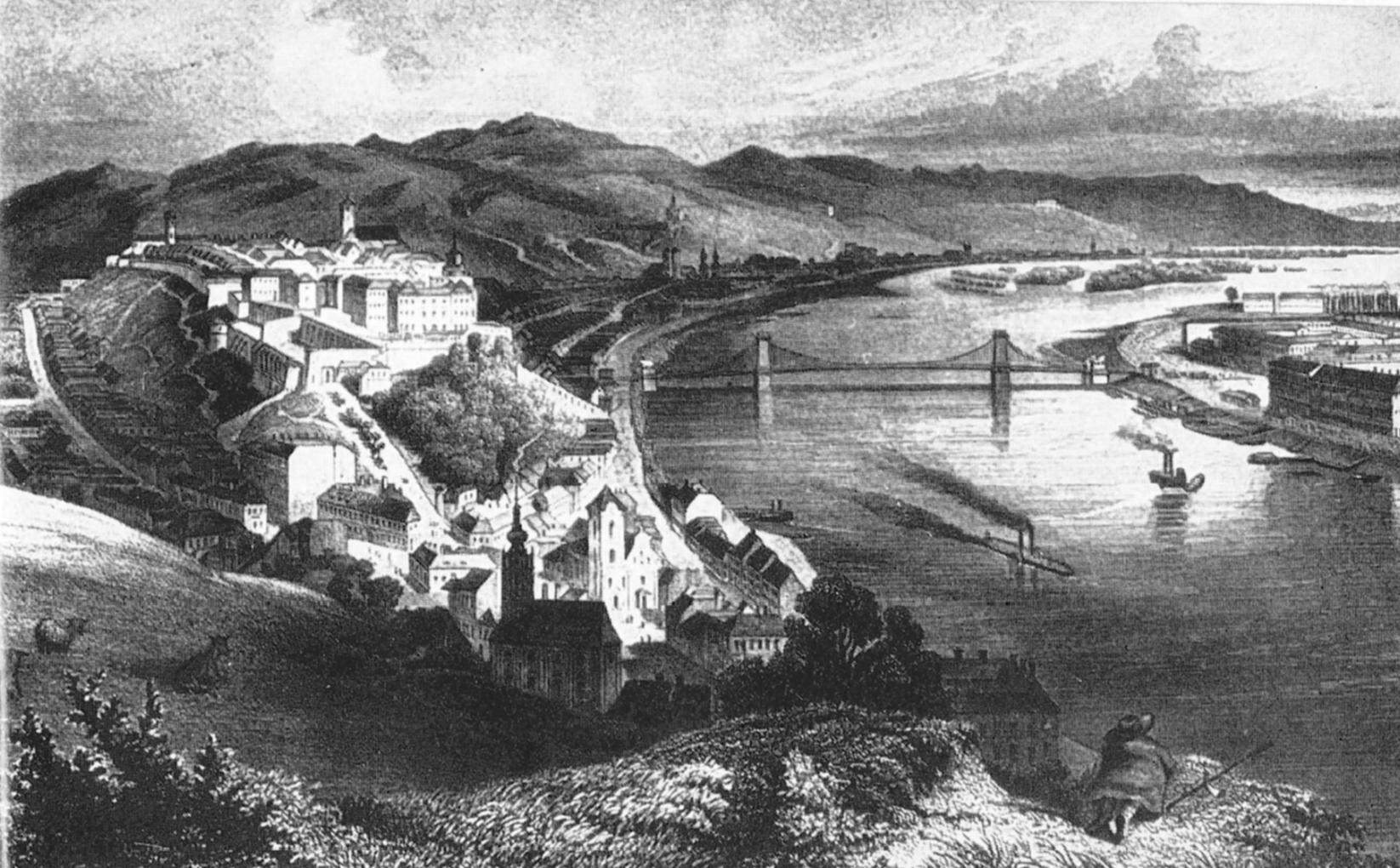
Vue de Buda en 1863.

L'ancienne ville de Buda, sur la colline du même nom, forme avec Óbuda et l'ancienne Pest (sur l'autre rive du Danube) la ville de Budapest. Buda est situé sur la rive droite du Danube (partie occidentale de la capitale) et comporte des lieux emblématiques tels le Palais de Budavár, la citadelle et le palais Sándor.